# Norrlandskustens marinkommando
Norrlandskustens marinkommando (MKN), var ett marinkommando inom svenska marinen som verkade i olika former åren 1928–2000. Förbandsledningen var förlagd i Härnösands garnison i Härnösand.

## Historik
Norrlandskustens marinkommando bildades som ett krigsförband den 1 januari 1928, med namnet Norrlandskustens marindistrikt. Bakgrunden var avsaknaden av klara befälsförhållanden samt en enhetlig ledning för de svenska kustområdena i krig eller vid krigsfara. Genom försvarsbeslutet 1925 kom territorialvattnet längs den svenska kusten att delas in i marindistrikt, där Norrlandskustens marindistrikt var ett av sex marindistrikt. Marindistriktet omfattade territorialvattnet, det marina försvarsområdet samt den del som utgjorde landterritorium. Genom försvarsbeslutet 1936 beslutades att de samtliga marindistrikten skulle fredsorganiseras från den 1 juli 1937. Med den nya organisationen kom marindistriktet omfatta stab, personalavdelning, intendenturförvaltning, sjukvårdsförvaltning, kameralkontor, fartygsdepå samt en örlogsdepå.
Den 1 oktober 1957 omorganiserades Norrlandskustens marindistrikt till Marinkommando Nord, samtidigt blev kustartilleriförsvarscheferna tillika försvarsområdesbefälhavare. Den 1 oktober 1966 infördes en ny regional ledning inom det svenska försvaret, där de marina bevakningsområdena underställdes en militärbefälhavare. Därmed med kom bland annat marinkommandona att avvecklas, där örlogsdepån vid respektive regionala marinkommando bildade en örlogsbas. Marinkommando Nord kom dock att omorganiseras till en örlogsbasavdelning, vilken underställdes chefen för Norrlands kustartilleriförsvar (NK), som i sin tur var underställd chefen för Nedre Norrlands militärområde.
Den 1 juli 1986 genomfördes en större reform inom Marinen, då örlogsbaser sammanslogs med kustartilleriet och bildade marinkommandon. Den nya organisationen i Härnösand innebar att Norrlands kustartilleriförsvar (NK) och Norrlandskustens örlogsbasavdelning (ÖrlBavd NK) bildade Norrlandskustens marinkommando (MKN), där bland annat Härnösands kustartilleriregemente var utbildningsenhet inom kommandot.
Inför försvarsbeslutet 1992 föreslog regeringen att tre amfibiebataljoner skulle organiseras och utrustas med nya stridsbåtar och därigenom uppnå full taktisk och operativ rörlighet. En av de tre amfibiebataljonerna skulle organiseras för Norrlandskustens geografiska miljö.
Den 1 juli 1994 kaderorganiserades Norrlandskustens marinkommando som ett krigsförband underställt militärbefälhavaren för Norra militärområdet (Milo N), samtidigt omorganiserades Norrlandskustens kustartilleriförsvar med Härnösands kustartilleriregemente till Härnösands maringrupp med Härnösands kustartilleriregemente. Inför statsbudget för budgetåret 1995/1996 föreslog regeringen i sin proposition att grundutbildningen vid Norrlandskustens marinkommando skulle upphöra. Det med bakgrund till att den årliga värnplikts kontingenterna inom marinen reducerats från cirka 6.300 till 4.100 värnpliktiga per år. Det med bakgrund till den betydande nedskärningen som gjorts inom marinen genom försvarsbeslutet 1992. Därmed konstaterade regeringen att det fanns en överkapacitet i marinens utbildningsorganisationen, särskilt inom kustartilleriet. Regeringen föreslog därmed att värnpliktsutbildningen vid Norrlandskustens marinkommando skulle upphöra senast den 1 november 1997.
Inför försvarsbeslutet 2000 föreslog regeringen i sin propositionen för riksdagen, att den taktiska nivån bör reduceras genom att fördelnings- och försvarsområdesstaber samt marinkommandon och flygkommandon skulle avvecklas. Detta för att utforma ett armétaktiskt, marintaktiskt respektive flygtaktiskt kommando vilka skulle samlokaliseras med operationsledningen. Förslaget som antogs av riksdagen innebar att samtliga fördelnings- och försvarsområdesstaber samt marinkommandon och flygkommandon upplöstes och avvecklades. Den 30 juni 2000 upplöstes och avvecklades Norrlandskustens marinkommando. Från den 1 juli 2000 övergick verksamheten till en avvecklingsorganisation, fram till att avvecklingen skulle vara slutförd senast den 31 december 2001. Avvecklingsorganisationen upplöstes i sin tur den 30 juni 2001, då avvecklingen av förbandet ansågs slutförd. Åren 2000–2008 fanns en sjöcentralen vilken organisatoriskt var underställd Marinbasen. Sjöcentralen stängdes den 13 november 2008, var ursprungligen en enhet inom Norrlandskustens marinkommando.

### Viktigare årtal
- 1914 fattade riksdagen beslut om anläggandet av Hemsö fästning samt Luleå kustposition. Samtidigt beslutades av uppsättande av Hemsö kustartillerikår. Plus att en örlogsdepå skulle finnas i Ådalen och en docka som skulle byggas vid Gustavsviks örlogsdepå.
- 1918 Genom Finlands frigörande från Ryssland ändrades det militärpolitiska läget och befästnings- och kasernarbetena avbröts. Hemsö kustartillerikår blev aldrig uppsatt och fästningen lades 1925 i materielreserv.
- 1939 uppsattes Norrlandskustens marindistrikt. Samtidigt fick fästningen genom krigsutbrottet och under beredskapstiden bemanning från främst Vaxholm.
- 1942 uppsattes Härnösands kustartilleridetachement (KA 4H) som ett detachement till Älvsborgs kustartilleriregemente, med det ändrades även namnet på Hemsö fästning till Hemsö kustartilleriförsvar.
- 1953 omorganiserades Härnösands kustartilleridetachement till Härnösands kustartillerikår (KA 5).
- 1957 omorganiserades Norrlandskustens marindistrikt till Marinkommando Nord (Marinkommando Nord hade gemensam chef och förvaltning med Hemsö kustartilleriförsvar).
- 1961 omorganiseras Hemsö kustartilleriförsvar till Norrlands kustartilleriförsvar (NK).
- 1966 underställdes Örlogsbasavdelning vid Marinkommando Nord chefen för Norrlands kustartilleriförsvar.
- 1975 omorganiseras KA 5 till regemente.
- 1986 omorganiserades Marinkommando Nord till Norrlandskustens marinkommando.
- 1987 avvecklades Luleå marina bevakningsområde (BoLu).
- 1990 inleddes ett samarbete om gemensam sjöbevakningscentral mellan Norrlandskustens marinkommando och Kustbevakningen.
- 1995 regeringen beslutar att värnpliktsutbildningen vid KA 5 skall upphöra senast 1 november 1997.
- 1998 Härnösands kustartilleriregemente avvecklas den 30 juni 1998.
- 2000 avvecklades Norrlandskustens marinkommando.
- 2000 upprättades en sjöcentral ingående i Ostkustens marinbas.
- 2005 överfördes sjöcentralen till Marinbasen.
- 2008 avvecklades sjöcentralen och kvar av den militärverksamhet i Härnösand är Västernorrlandsgruppen.

## Verksamhet
Norrlandskustens marinkommandos verksamhet och uppgift bestod i att.
- Bedriva underrättelse- och säkerhetstjänst
- Anpassa och upprätthålla ledningsförmågan och mobiliseringsberedskap
- Upprätthålla insatsberedskap
- Vidta åtgärder för att tidigt kunna möta en angripare
- Svara för mobilisering
- Genomföra förbandsproduktion
- Understödja hemvärn och stöder frivilligverksamheten
- Samordna och leda stöd till den fredstida samhällsverksamheten vid extraordinära påfrestningar.

## Ingående enheter

### Härnösands kustartilleriregemente
Härnösands kustartilleriregemente (KA 5) bildades 1943 som Härnösands kustartilleridetachement. År 1953 omorganiserades detachementet till kår och 1975 till regemente. Under åren 1986–1998 var chefen för Norrlandskustens marinkommando tillika chef för KA 5.

## Förläggningar och övningsplatser
Från Norrlandskustens marindistrikt fredsorganiserades kom staben att samlokaliseras med kustartilleriet i på Kusthöjden. Efter att både regementet och marinkommandot avvecklades, kvarstod den norra delen av kasernområdet i Försvarsmakten. Den södra delen såldes och har sedan år 2000 omvandlats till en företagsby.

## Heraldik och traditioner
Norrlandskustens marinkommando har ärvt och hämtat sina traditioner från de marina förband som verkat i Härnösand. Där bland annat förbandsmarschen övertogs från Härnösands kustartilleriregemente. Åren 2000–2005 användes marschen av Härnösandsgruppen, som är en direkt arvtagare till Norrlandskustens marinkommando och Härnösands kustartilleriregemente. År 2000 instiftades Norrlandskustens marinkommandos minnesmedalj i silver (MKNMSM). Traditionerna för Norrlandskustens marinkommando förs  i andra hand vidare av Norrbottens regemente.

## Förbandschefer
Åren 1966–1986 var Norrlandskustens örlogsbasavdelning underställt Norrlands kustartilleriförsvar, därmed var chefen för Norrlands kustartilleriförsvar även överordnad chef för Norrlandskustens örlogsbasavdelning. 

- 1931–1937: Gustaf Lunding [e]
- 1937–1939: Ragnar Isaacsson
- 1939–1941: Nils Åkerblom
- 1941–1943: Edvard Spens
- 1943–1946: Torsten Hagman
- 1946–1947: Sven Nordgren
- 1947–1950: Ragnar Isaacsson [f]
- 1950–1957: Swen Lagerberg
- 1957–1964: Stig Stade
- 1964–1966: Gunnar Eklund
- 1966–1974: Jan Beckman
- 1974–1977: Eric Jarneberg
- 1977–1981: Per-Erik Bergstrand
- 1981–1983: Lars Ahlström
- 1983–1984: Lars G. Persson
- 1984–1986: Karl-Wilhelm Hansen
- 1986–1990: Karl-Wilhelm Hansen
- 1990–1994: Ulf Rubarth
- 1994–1996: Claes-Göran Hedén
- 1996–2000: Olov Andersson

## Namn, beteckning och förläggningsort
| Norrlandskustens marindistrikt      | 1928-01-01 | – | 1957-09-30 |
| Marinkommando Nord                  | 1957-10-01 | – | 1966-09-30 |
| Norrlandskustens örlogsbasavdelning | 1966-10-01 | – | 1986-06-30 |
| Norrlandskustens marinkommando      | 1986-07-01 | – | 2000-06-30 |
| Avvecklingsorganisation             | 2000-07-01 | – | 2001-06-30 |

| MDN        | 1928-01-01 | – | 1957-09-30 |
| MKN        | 1957-10-01 | – | 1966-09-30 |
| ÖrlBavd NK | 1966-10-01 | – | 1986-06-30 |
| MKN        | 1986-07-01 | – | 2000-06-30 |

| Härnösands garnison/Kusthöjden (F) | 1933-??-?? | – | 2001-06-30 |
| Hemsö fästning (D)                 | 1939-??-?? | – | 1992-??-?? |

## Galleri

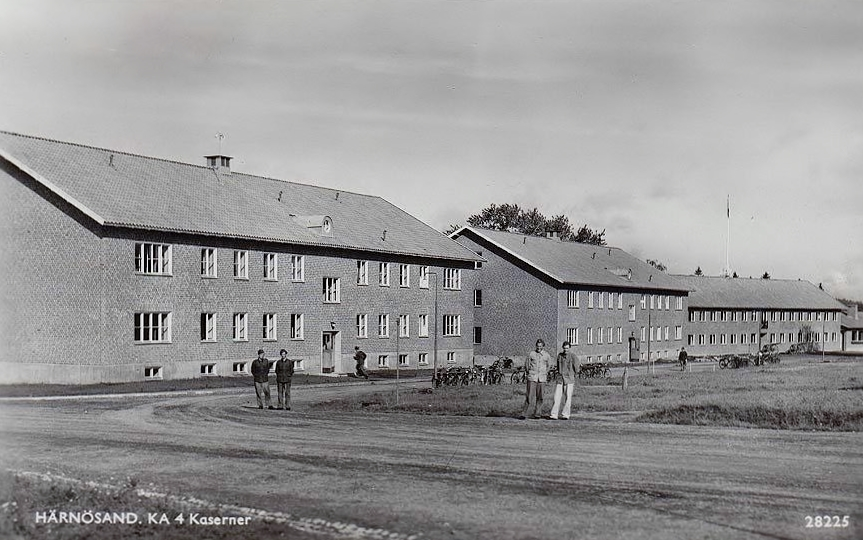
Kasernerna vid Kusthöjden (1940-talet).
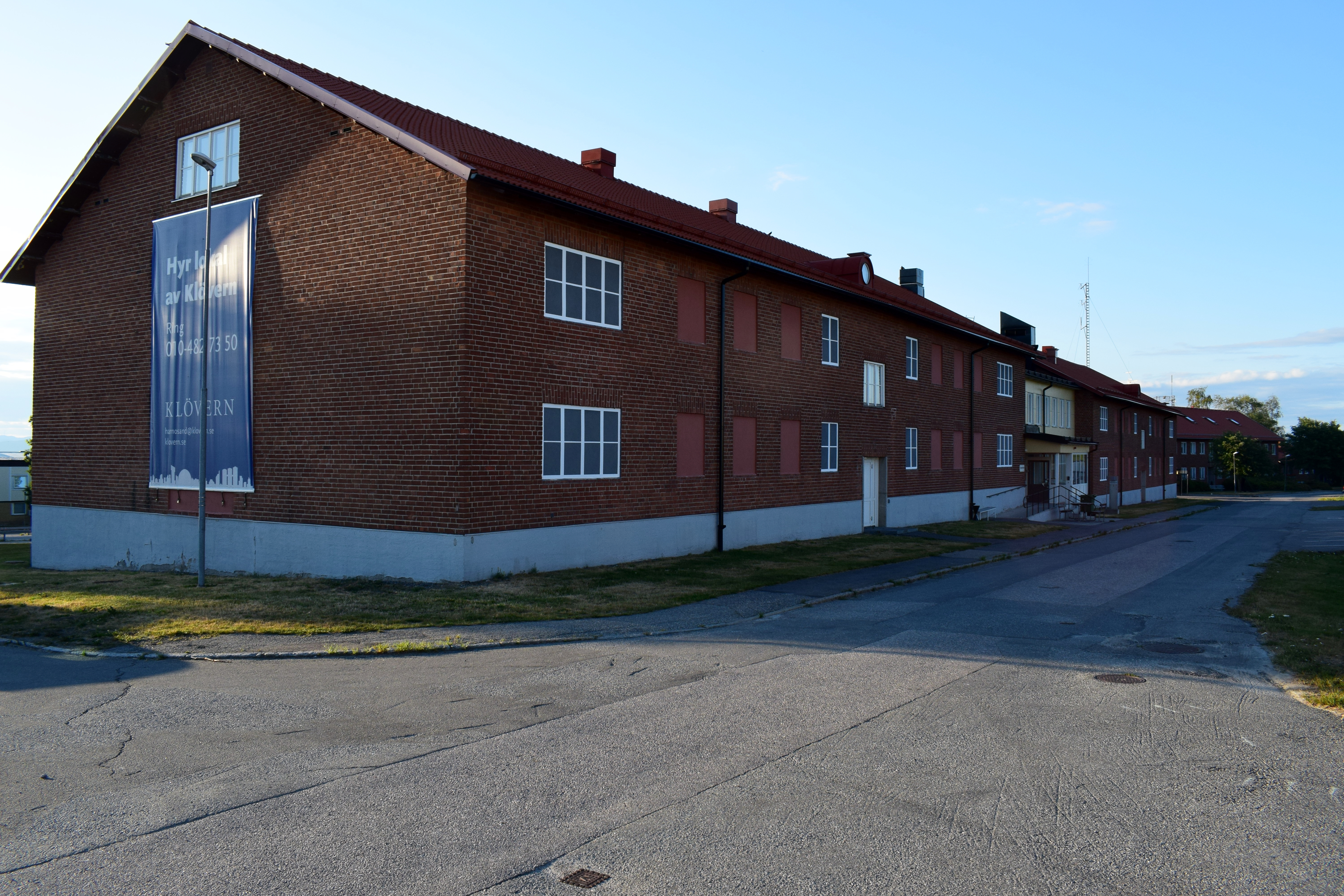
Kasernerna vid Kusthöjden (2018).
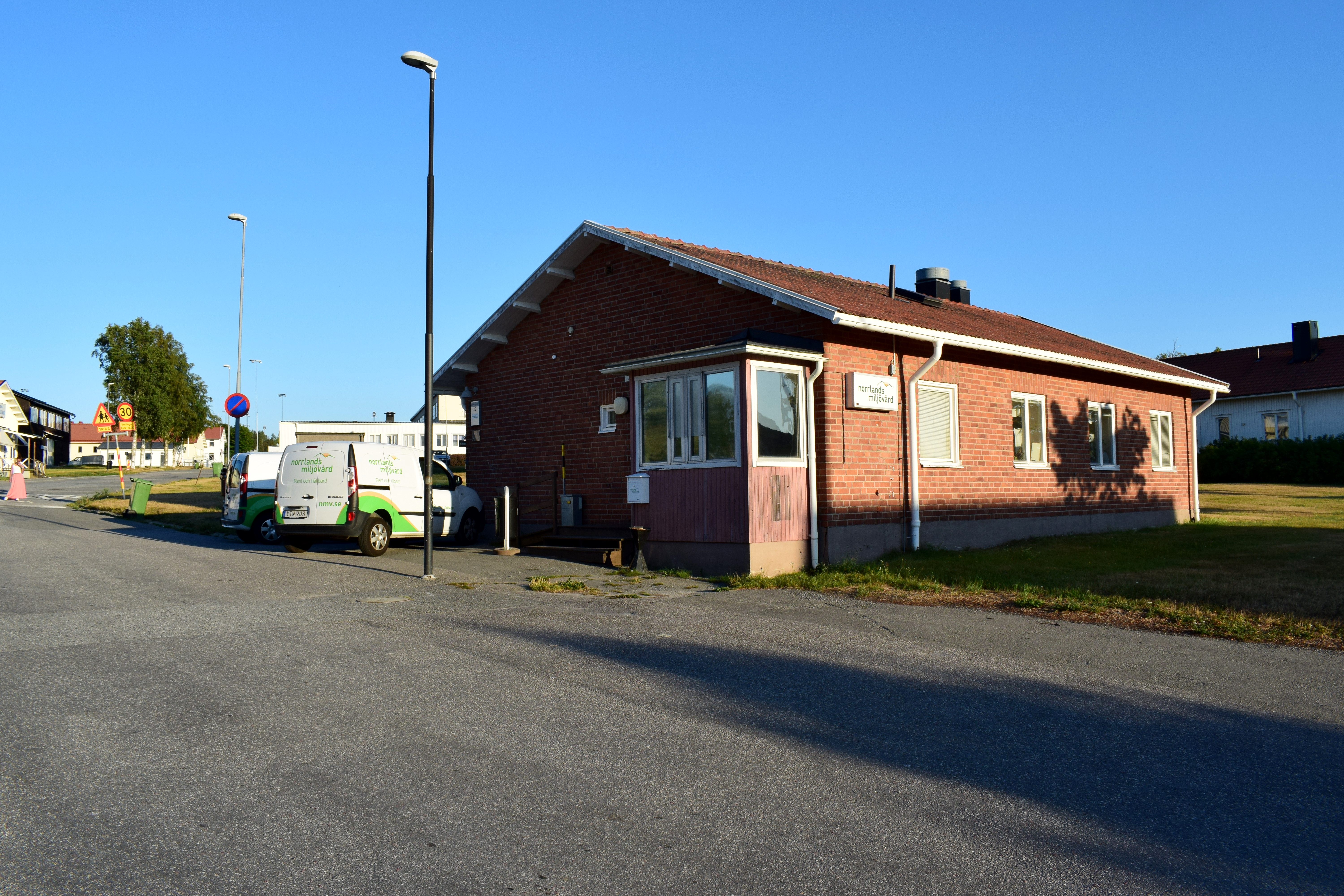
Kasernvakten vid Kusthöjden.
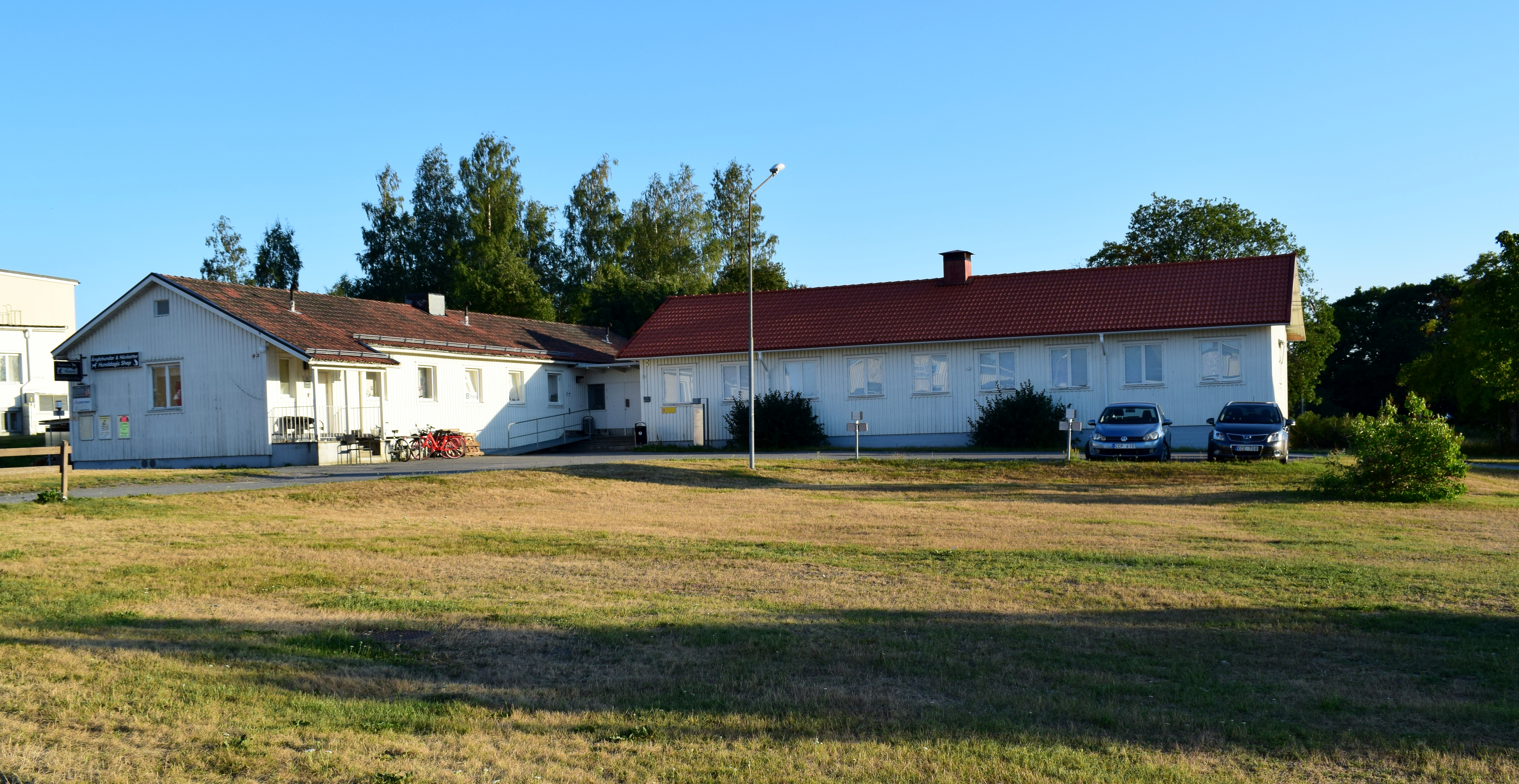
Byggnad vid Kusthöjden.
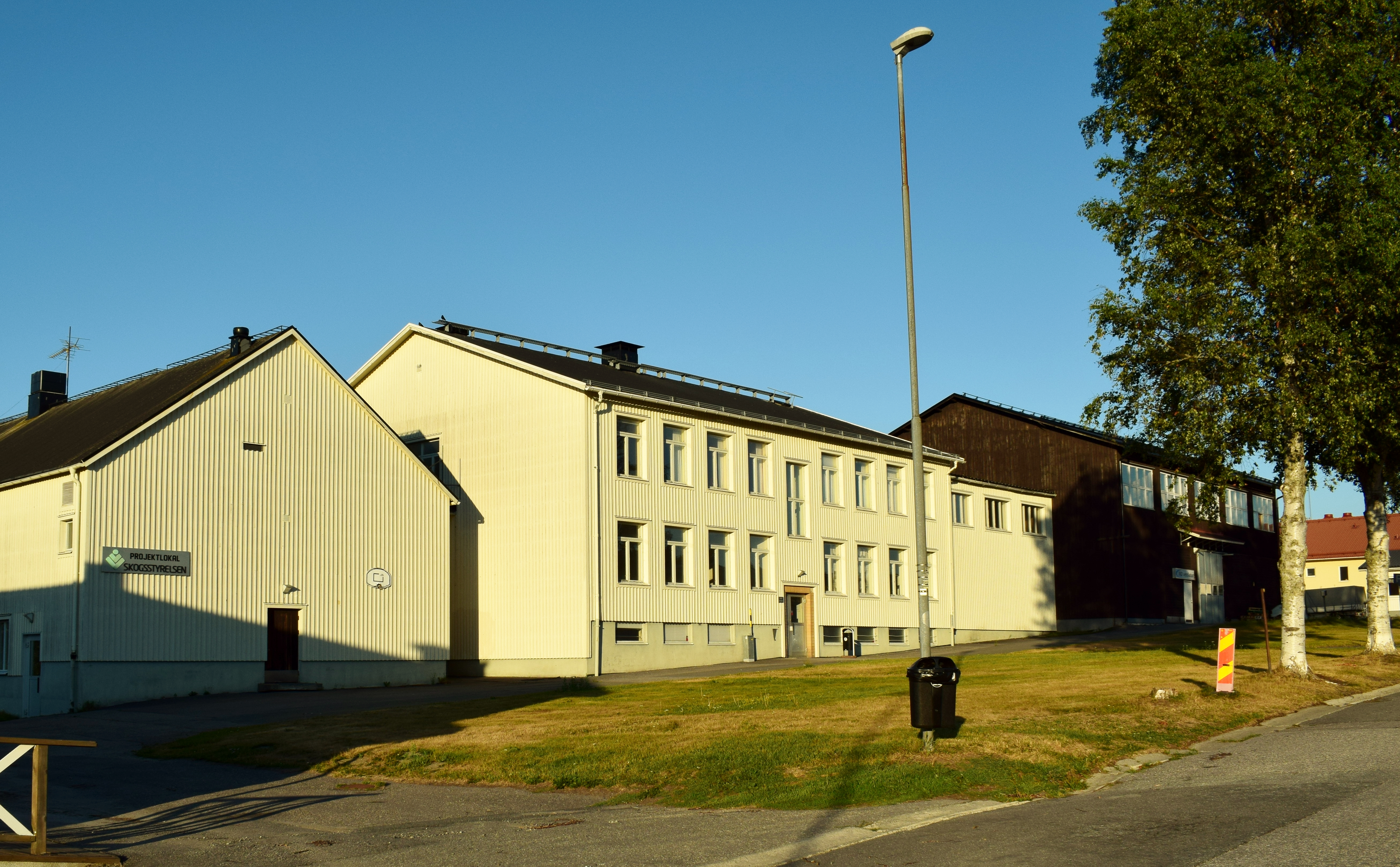
Byggnad vid Kusthöjden.
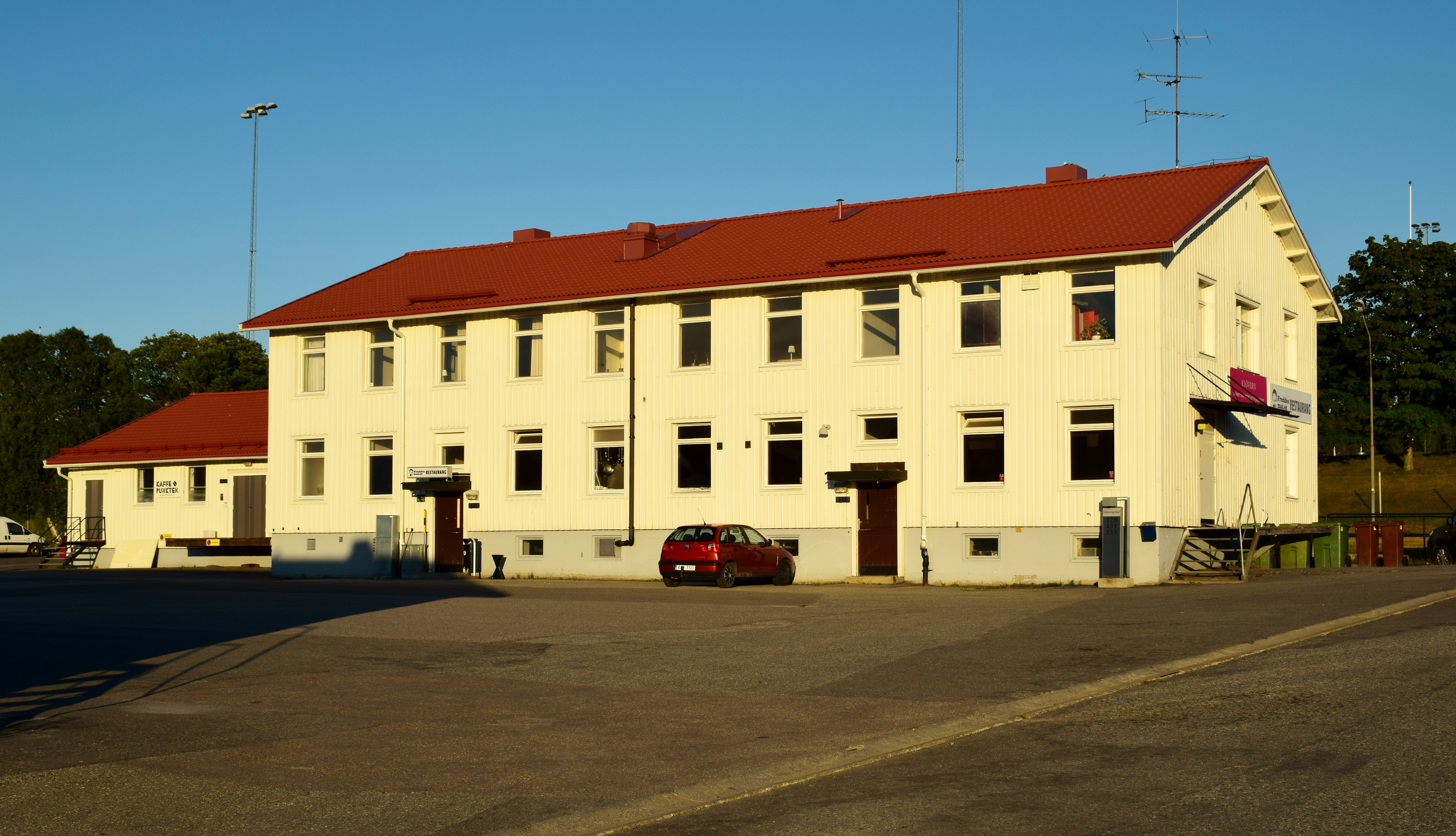
Byggnad vid Kusthöjden.
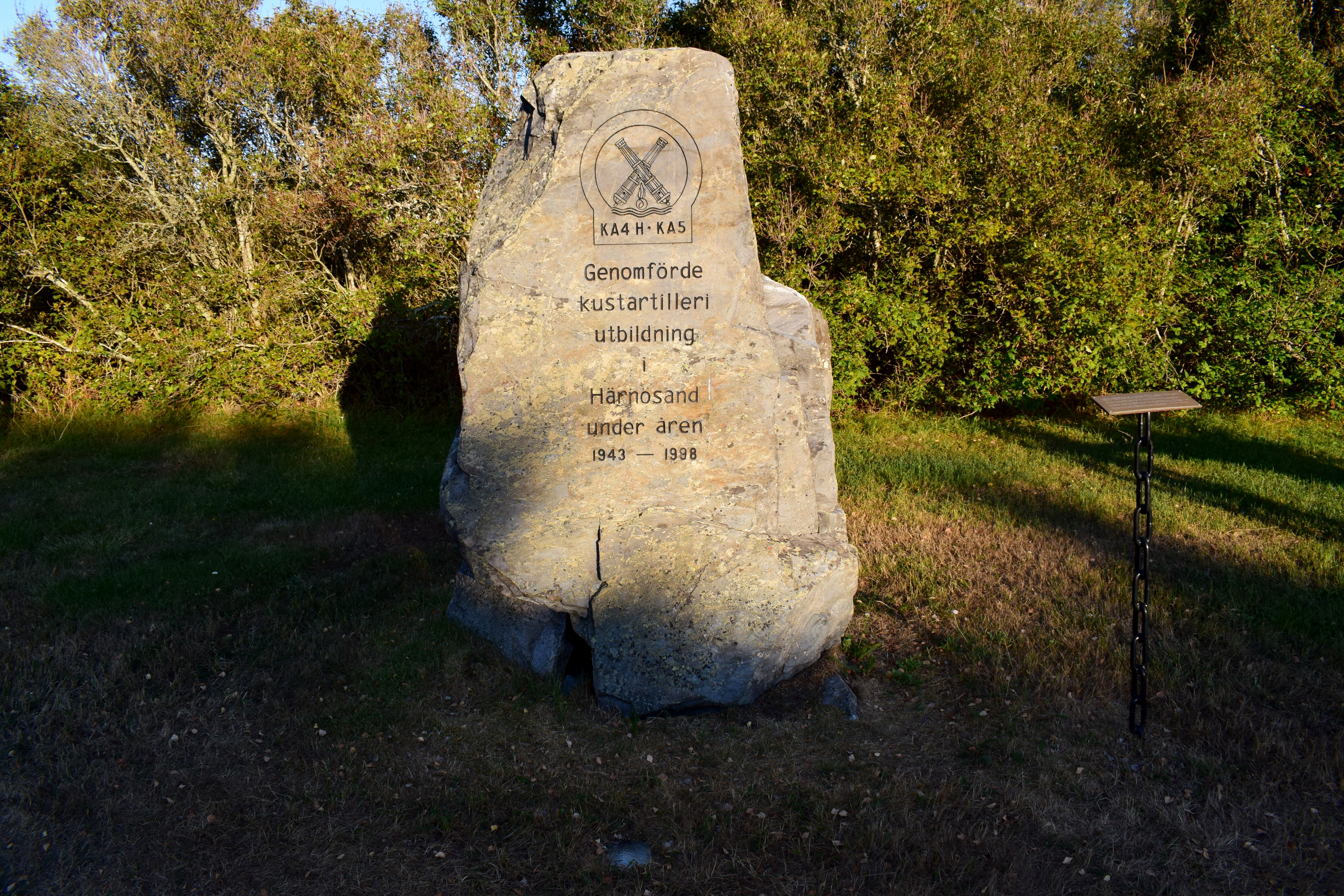
Minnessten vid Kusthöjden.
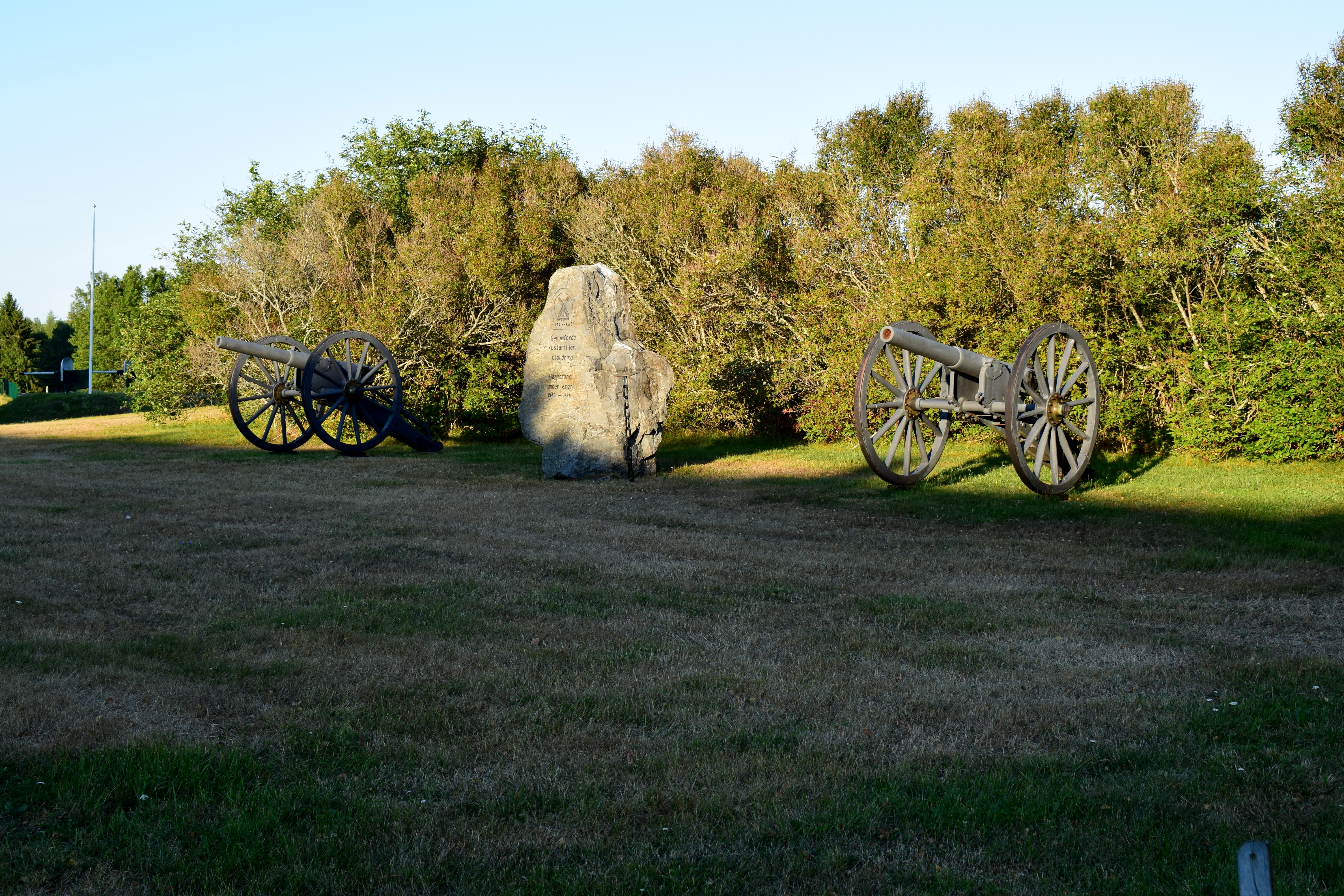
Minnessten vid Kusthöjden.